# إيهاب المسماري
إيهاب المسماري هو مستشار ليبيا السابق في دولة كندا. وهو أيضا ابن الشخصية السياسية الليبية نوري المسماري. استقال يوم الأربعاء الموافق لـ 23 فبراير/شباط من عام 2011 من منصبه كمستشار وذلك حسب ما نشرته تورونتو ستار التي أكدت على أنّ السفارة القائمة بأعماله قد اتهمته «بالاختباء». قرّر المسماري في وقت لاحق العودة إلى السفارة في ظل الجهود الرامية إلى التقليل من الهجمات الوحشية ضد المتظاهرين في ليبيا. ونقلت تورونتو ستار عنه قوله: «إنهم يقتلون الأصدقاء الذين ترعرعت بينهم؛ إنهم يقتلون إخواني وأخواتي.»